# Bagh
Bagh é uma vila no distrito de Dhar, no estado indiano de Madhya Pradesh.

## Geografia
Bagh está localizada a 22° 22′ N, 74° 46′ L. Tem uma altitude média de 240 metros (787 pés).

## Demografia
Segundo o censo de 2001, Bagh tinha uma população de 7415 habitantes. Os indivíduos do sexo masculino constituem 51% da população e os do sexo feminino 49%. Bagh tem uma taxa de literacia de 63%, superior à média nacional de 59,5%; com 57% para o sexo masculino e 43% para o sexo feminino. 16% da população está abaixo dos 6 anos de idade.